# (20936) Nemrut Dagi
(20936) Nemrut Dagi est un astéroïde de la ceinture principale, de la famille de Hungaria.

## Description
(20936) Nemrut Dagi est un astéroïde de la ceinture principale, de la famille de Hungaria. Il présente une orbite caractérisée par un demi-grand axe de 1,85 UA, une excentricité de 0,10 et une inclinaison de 18,6° par rapport à l'écliptique.

## Compléments